# Perimeter (guerre nucléaire)
Perimeter (en russe : Система « Периметр » pour Systema « Perimetr », littéralement « Système "Périmètre" » — aussi appelé « Dead Hand », la « Main morte ») est un système automatique de contrôle des armes nucléaires de l'époque de la guerre froide, utilisé par l'Union soviétique. Les spéculations générales des initiés allèguent que le système reste utilisé dans la fédération de Russie post-soviétique,.
Exemple de dissuasion destructive, Perimeter peut automatiquement déclencher le lancement des missiles balistiques intercontinentaux (ICBM) russes — en envoyant un ordre préenregistré émanant de l'état-major des forces armées et du Commandement de gestion stratégique des Forces des fusées stratégiques aux postes de commandement et aux silos individuels — si une attaque nucléaire était détectée par des capteurs sismiques, de lumière, de radioactivité et de surpression, et même si les éléments de commandement sont entièrement détruits.
Selon la plupart des témoignages, Perimeter est normalement désactivé et est censé être activé uniquement lors de crises majeures ; cependant, il est dit qu'il reste pleinement fonctionnel et capable de remplir ses fonctions chaque fois qu'il est nécessaire. Aux États-Unis, il existait un système similaire, appelé AN/DRC-8 Emergency Rocket Communications System (en) (ERCS).

## Concept
« Perimeter » est apparu comme un système alternatif pour toutes les unités armées d’armes nucléaires. Il s’agissait d’un système de communication de secours, au cas où les composants clés du système de commandement « Kazbek » et le lien avec les forces de missiles stratégiques seraient détruits par une première frappe.
Afin de garantir sa fonctionnalité, le système a été initialement conçu de manière entièrement automatique et avec la capacité de décider d’une frappe de représailles adéquate sans intervention humaine (ou minimale) en cas d’attaque généralisée.
Selon Vladimir Yarynich, développeur du système, ce système a également servi de tampon contre les décisions hâtives fondées sur des informations non vérifiées fournies par les dirigeants du pays. Après avoir reçu des alertes concernant une attaque nucléaire, le dirigeant pourrait activer le système, puis attendre de nouveaux développements, assuré du fait que même la destruction de tout le personnel clé disposant du pouvoir de commander la réponse à l'attaque ne pourrait toujours pas empêcher des représailles. Ainsi, cela élimine la possibilité de représailles déclenchées par une fausse alarme.

## Principes de fonctionnement
Après activation et détermination de la survenue d'une guerre nucléaire, le système envoie un missile de commandement 15P011 avec une tête spéciale 15B99 qui transmet l'ordre d'ouvrir tous les silos et tous les centres de commandement du RVSN. Le système de missile de commandement est similaire au système américain Emergency Rocket Communications System (en).

## Composants

### Missile de commandement
C’est le seul élément connu de l’ensemble du système. Dans le complexe se trouve une fusée 15P011 développée par KB « Yuzhnoe », basée sur le missile 15A16 (ou MR-UR-100 Sotka). Avec l’ogive radio nommée 15B99 conçue par le Bureau de conception LPI, elle assure la transmission des ordres de lancement du poste de commandement central à tous les complexes de lancement de missiles.
Le fonctionnement technique est complètement identique au fonctionnement de la fusée de base 15A16. Le lanceur 15P716 est un système passif automatique en forme d’arbre du type « Installation de lancement de missile », très probablement une installation améliorée codée OS-84, mais n’excluant pas la possibilité de placer la fusée dans d’autres types de silos. Le développement a commencé en 1974 sur ordre du ministère de la défense. Des essais en vol ont été effectués à Baïkonour de 1979 à 1986. Au total, 7 lancements (dont 6 réussis et 1 partiellement réussi) ont été effectués. L’ogive 15B99 pèse 1 412 kg.

### Système de commande et de contrôle autonome
C’est le composant le moins connu de l’ensemble du système, l’élément clé du dispositif, sans information fiable sur son existence.
Il existe des spéculations sur le fait qu'il s'agisse d'un système complexe, entièrement équipé d'une variété de systèmes de communication et de capteurs qui contrôlent la situation militaire. On pense que ce système est capable de suivre la présence et l’intensité des communications sur les fréquences militaires, de recevoir les signaux télémétriques des postes de commandement, de mesurer le niveau de rayonnement à la surface et de déterminer les sources de rayonnement intensives à proximité qui, combinées aux fonctions de détection des perturbations sismiques à court terme, signifie une frappe nucléaire, et le système pourrait même éventuellement être en mesure de suivre des personnes encore en vie aux postes de commandement. Après avoir analysé ces facteurs, le système de corrélation pourrait être la dernière étape du lancement des missiles.
Une autre hypothèse suggère qu'un interrupteur « homme mort » (veille automatique) soit utilisé. Dès réception d'informations sur le lancement d'un missile, le commandant suprême active le système qui, s'il ne détecte pas de signal pour arrêter l'algorithme de combat, lance automatiquement le missile de commandement.
Dans un entretien informel avec le magazine Wired, Valery Yarynich, l'un des développeurs, a révélé les informations suivantes sur l'algorithme « Perimeter » :

« Il a été conçu pour rester semi-dormant jusqu'à ce qu'il soit allumé par un haut responsable en cas de crise. Ensuite, il commencerait à surveiller un réseau de capteurs de sismique, de rayonnement et de pression atmosphérique afin de détecter tout signe d'explosion nucléaire. Avant de lancer une frappe de représailles, le système devait cocher quatre propositions : s'il était activé, il tenterait de déterminer qu'une arme nucléaire a bien touché le sol soviétique. Si cela semblait être le cas, le système vérifierait si des liaisons de communication avec la salle de guerre de l'état-major général soviétique subsistaient. S'ils le faisaient et si un certain laps de temps — allant probablement de 15 minutes à une heure — s'écoulait sans autre signe d'attaque, la machine supposerait que des responsables encore en vie pourraient ordonner la contre-attaque, clôturant alors le processus du système. Mais si la ligne allant à l'état-major était interrompue, alors Perimeter déduirait que l'apocalypse était arrivée. Cela transférerait immédiatement l'autorité de lancement à celui qui gérait le système à ce moment au plus profond d'un bunker protégé, en contournant des couches et des couches d'autorité de commandement normale. »

## Motivation
Le but du système « Dead Hand » (Main morte), tel que décrit dans le livre The Dead Hand (en),, était de maintenir une capacité de seconde frappe en assurant que la destruction des dirigeants soviétiques n'aurait pas empêché l'armée soviétique de délivrer ses armes.
L’intérêt des Soviétiques face à cette question s’est accru avec le développement par les États-Unis de systèmes de missile mer-sol balistique stratégique (SLBM) lancés par des sous-marins de haute précision dans les années 1980. Jusque-là, les États-Unis auraient délivré la plupart des armes nucléaires par bombardier à longue portée ou par missile balistique intercontinental (ICBM).
Les missiles américains antérieurs, tels que le UGM-27 Polaris et le UGM-73 Poséidon, datant des années 1960, étaient considérés comme trop imprécis pour une contre-force, une attaque de première frappe ou une attaque contre les armes d'un adversaire. Les SLBM étaient réservés aux villes, où la précision importait moins. Dans le premier cas, un adversaire bénéficiant d'une surveillance efficace par radar et par satellite pouvait s'attendre à une alerte environ 30 minutes avant la première explosion. Cela rendait difficile une première frappe efficace, car l'adversaire aurait le temps d'effectuer un lancement sur alerte pour réduire le risque de destruction de ses forces sur le terrain.
Le développement de SLBM extrêmement précis, tels que le Trident C4 et, plus tard, le Trident D5, a bouleversé cet équilibre. Le Trident D5 est considéré comme aussi précis que tout ICBM basé à terre. Par conséquent, les systèmes sous-marins Trident des sous-marins américains ou britanniques étaient en mesure de s'approcher furtivement de la côte ennemie et lancer des ogives extrêmement précises à proximité, réduisant ainsi les alertes disponibles à moins de trois minutes, rendant viables une frappe de contre-force ou de décapitation.
L'Union soviétique a pris des mesures pour que les représailles nucléaires, et donc la dissuasion restent possibles, même si ses dirigeants devaient être détruits lors d'une attaque surprise. En revanche, Thompson soutient que la fonction de Perimeter consistait à limiter les erreurs de jugement de la part des dirigeants politiques ou militaires. Il cite Zheleznyakov sur l'objectif de Perimeter « de calmer toutes ces têtes brûlées et ces extrémistes. Peu importe ce qui allait se passer, il y aurait toujours vengeance ».

## Histoire

### Création
En 1967, l'Union soviétique a d'abord tenté de créer un système appelé « Signal », à partir duquel elle pourrait créer 30 ordres prédéfinis de son quartier général aux unités de missiles. Bien que le système n’était pas encore complètement automatique, leur intention n’était pas différente.

### Annonce publique
Au début des années 1990, plusieurs anciens hauts responsables de l'armée soviétique et du Comité central du Parti communiste, dans une série d'entretiens avec le sous-traitant américain de la défense BDM, ont admis l'existence du Perimeter, faisant des déclarations quelque peu contradictoires concernant son déploiement.
Le colonel général Varfolomey Korobushin, ancien chef d'état-major des forces des fusées stratégiques, a déclaré en 1992 que les Russes disposaient d'un système à activer uniquement en cas de crise, qui lancerait automatiquement tous les missiles, déclenchés par une combinaison de lumière, de radioactivité et de surpression, même si tous les centres de commandement nucléaire et tous les dirigeants étaient détruits.
Le colonel général Andrian Danilevich, assistant de la doctrine et de la stratégie auprès du chef de l'état-major général de 1984 à 1990, a déclaré en 1992 que Perimeter avait été envisagé, mais que les Soviétiques considéraient les systèmes à déclenchement automatique trop dangereux. En outre, de tels systèmes sont devenus inutiles avec la mise en place de systèmes d’alerte précoce efficaces et une capacité de préparation accrue aux missiles. L’idée a donc été rejetée.
En 1993, Vitaly Katayev, conseiller principal auprès du président du département des industries de la défense du Comité central du Parti communiste de 1967 à 1985, responsable de la politique des armements stratégiques et de la défense, des négociations sur le contrôle des armements et de la doctrine militaire, a confirmé que le système était « définitivement opérationnel » au début des années 1980. Selon Katayev, il n'était pas complètement automatique, mais était destiné à être activé manuellement lors d'une crise menaçante. Le système devait être déclenché par de nombreux capteurs sensibles à la lumière, aux chocs sismiques, aux radiations ou à la densité atmosphérique.
Bien que Katayev et Korobushin aient tous deux affirmé que le mécanisme avait déjà été déployé, Viktor Surikov, directeur adjoint de l'Institut central de recherches scientifiques pour la construction de machines générales (TsNIIMash) entre 1976 et 1992, a confirmé en 1993 que les Soviétiques avaient conçu le système de lancement automatique, composé de capteurs sismiques, de lumière et de rayonnement, mais a déclaré que la conception avait finalement été rejetée par le maréchal Sergey Akhromeyev sur les conseils de Korobushin et qu'elle ne s'était jamais matérialisée.

Les comptes diffèrent quant au degré d'automatisation de Perimeter. Dans un numéro de 1993 du New York Times : 

« En théorie, le système automatisé permettrait à Moscou de réagir à une attaque occidentale même si les hauts responsables militaires avaient été tués et la capitale incinérée.
Le cœur du système se trouverait dans de profonds bunkers souterrains au sud de Moscou et sur des sites de secours. En cas de crise, les responsables militaires envoyaient un message codé aux bunkers, basculant sur le Perimeter. Si des capteurs au niveau du sol à proximité détectaient une attaque nucléaire sur Moscou et si une rupture était détectée dans les liaisons de communication avec les principaux commandants militaires, le système enverrait des signaux basse fréquence par des antennes souterraines à des fusées spéciales.
Volant haut au-dessus des sites de missiles et d’autres sites militaires, ces roquettes diffuseraient à leur tour des ordres d’attaque à des missiles, des bombardiers et, via des relais radio, des sous-marins en mer. Selon le Dr Blair, contrairement à certaines croyances occidentales, bon nombre des missiles russes à armement nucléaire placés dans des silos souterrains et sur des lanceurs mobiles peuvent être lancés automatiquement. »

Le missile de communication fonctionnerait de la même manière que le système Emergency Rocket Communications System (en) (ERCS).
Cependant, des sources plus récentes indiquent que le système était semi-automatique. Dans un article paru en 2007, Ron Rosenbaum cite Blair selon lequel Perimeter est « conçu pour assurer des représailles semi-automatiques face à une frappe décapitante ». Rosenbaum écrit : « Bien sûr, il y a un monde de différence entre un dispositif semi-automatique et un dispositif totalement automatique — au-delà du contrôle humain ».

David E. Hoffman a écrit sur la nature semi-automatique de Perimeter : 

« Et ils [les Soviétiques] pensaient pouvoir aider les dirigeants en créant un système alternatif, de sorte que le dirigeant puisse simplement appuyer sur un bouton indiquant : je le délègue à quelqu'un d'autre. Je ne sais pas si des missiles vont arriver ou non. Quelqu'un d'autre décide.
Si tel était le cas, il [le dirigeant soviétique] utiliserait un système qui enverrait un signal à un bunker souterrain profond ressemblant à un globe terrestre où siégeraient trois officiers de permanence. S'il y avait de vrais missiles et si le Kremlin était touché et les dirigeants soviétiques anéantis, c'est ce qu'ils craignaient, ces trois types dans ce bunker souterrain devront décider s'ils lanceront de très petites fusées de commandement qui décolleraient, survoleraient l'immense vaste territoire de l'Union soviétique en lançant tous leurs missiles restants.
Les Soviétiques avaient déjà pensé à créer un système entièrement automatique. Une sorte de machine, une machine apocalyptique qui se lancerait sans aucune action humaine. Quand ils ont dessiné ce plan et l'ont examiné, ils ont pensé que c'était absolument fou. »

### Après la chute de l'URSS
En 2011, le commandant des forces des fusées stratégiques russes, Sergey Karakaev, dans un entretien avec Komsomolskaya Pravda, a confirmé l'état opérationnel du système d'évaluation et de communication Perimeter.
En 2018, le colonel général Viktor Yesin, ancien chef de l'état-major principal des forces de missiles stratégiques russes, a déclaré que le système Perimeter pourrait devenir inefficace à la suite du retrait des États-Unis du traité sur les forces nucléaires à portée intermédiaire.